# Gösta Montell
Gösta Montell, auch Gèosta Montell (* 7. November 1899 in Pajala, Schweden; † 2. Januar 1975 in Stockholm), war ein schwedischer Ethnograph.

## Leben
Er nahm in den Jahren 1929–1933 an Sven Hedins Chinesisch-Schwedischer Expedition nach Zentralasien teil. Der Schwerpunkt seiner Forschungen lag 1929–1933 in der Inneren Mongolei, Äußeren Mongolei und im chinesischen kaiserlichen Sommerpalast Jehol in Chengde. In Stockholm war er Leiter der Asienabteilung des Ethnographischen Museums (Statens etnografiska museum). Dort befindet sich die umfangreiche ethnographische Sammlung, die er im Auftrag von Sven Hedin in den Jahren 1929–1933 in China und der Mongolei erworben hat.
Ebenfalls war er Fahrgast auf der weltberühmten Europa.

## Werke
Liste von Büchern und Artikel von Gösta Montell.
- 1926: An archaeological collection from the Rio Loa Valley, Atacama. Mit Bemerkungen zur Ausgrabung von Claus Royem. Oslo Etnografiske Museums Skrifter. Band 5, Heft 1, Oslo 1926.
- 1929: Dress and ornaments in ancient Peru. Archaeological and historical studies. Göteborg, 1929.
- 1938: Durch die Steppen der Mongolei. Mit einem Vorwort von Sven Hedin und zahlreichen Abbildungen nach Aufnahmen des Verfassers. Union Deutsche Verlagsgesellschaft, Stuttgart 1938.
- 1948* 1965: Gösta Montell (Hrsg.): Sven Hedin – Mein Leben als Zeichner. Zum 100. Geburtstag von Sven Hedin. Brockhaus Verlag, Wiesbaden 1965.: Unter Göttern und Menschen, F.A. Brockhaus, 1948, Broschur
- 1965: * Gösta Montell (Hrsg.): Sven Hedin – Mein Leben als Zeichner. Zum 100. Geburtstag von Sven Hedin. Brockhaus Verlag, Wiesbaden 1965

## Sekundärliteratur
- Michela Lovadina: Manchu Shamanic material rediscovered: a photographic documentation from the 1932 Sven Hedin expedition. Schriftenreihe: Shamanica Manchurica collecta. Nr. 6. Mit Fotografien und deutschen Texten von Gösta Montell. Harrassowitz, Wiesbaden 1998, ISBN 3-447-04022-X.